# Црква Свете Тројице у Кумодражу
Црква Свете Тројице у Кумодражу је српска православна црква која се налази у насељу Кумодраж у градској општини Вождовац у граду Београду, а припада београдско-карловачкој архиепископији.

## Историјат
Црква је саграђена 1924. годинe, на иницијативу Персиде Миленковић српске ктиторке и задужбинарке и њеног супруга Ристе Миленковића, филантропа. Подигнута је на Торлаку, на месту где је до почетка Првог светског рата, од 1914. до септембра 1915. године био штаб одбране Београда и где су вођене битке приликом доласка и повлачења аусторугарске војске. Камен темељац је освећен септембра 1923, цркву је 24. новембра 1924. године освештао епископ Михаило Урошевић. На западној фасади цркве налази се комеморативна плоча у част донатора цркве.

## Архитектура
Црква Свете Тројице саграђена је по пројекту архитеката Пере Поповића и Жарка Татића, у духу средњовековне српске архитектуре. Фасаде и декоративни елементи су направљени у моравском стилу, док укупна структура објекта подсећа на рашчански стил. Објекат је изграђен од цигле и има петоколонасту апсиду са централном куполом и звоником изнад нартекса. У цркви се налазе фреске, нарочито код олтара, а направили су их Драган Марунић и ђакон Никола Лубардић из Београда. Марунић је такође аутор иконостаса у цркви.
У порти цркве налази се споменик посвећен жртвама и херојима Кумодража, који су погинули у борбама 1912—1918. године. Југозападно од цркве налази се мало гробље на којем су сахрањени борци са Сремског фронта.
Овде је сахрањен глумац Милан Гутовић.